# Shawn Pyfrom
Shawn Pyfrom (Tampa, Flórida, 16 de agosto de 1986) é um ator norte-americano. Mais conhecido por sua atuação na série, Desperate Housewives como Andrew Van De Kamp, o filho de Bree Van De Kamp.

## Prêmios e Indicações
| Prêmios | Prêmios   | Prêmios                    | Prêmios                                                                           | Prêmios                                        |
| Ano     | Resultado | Premiação                  | Categoria                                                                         | Título                                         |
| ------- | --------- | -------------------------- | --------------------------------------------------------------------------------- | ---------------------------------------------- |
| 1999    | Indicado  | Young Artist Awards        | Melhor Performance em Filme para TV/Pilot/Mini-Séries ou Série - Ator Coadjuvante | A Wing and a Prayer                            |
| 2000    | Indicado  | YoungStar Awards           | Melhor Ator Jivem/Performance em Mini-Série                                       | Come On, Get Happy: The Partridge Family Story |
| 2001    | Indicado  | Young Artist Awards        | Melhor Performance em Série de Drama - Jovem Ator Protagonista Convidado          | Touched by an Angel                            |
| 2002    | Indicado  | Young Artist Awards        | Melhor Performance em Série de Drama - Jovem Ator Protagonista Convidado          | The Division                                   |
| 2002    | Venceu    | Young Artist Awards        | Melhor Performance em Série de Comédia - Jovem Ator Protagonista Convidado        | Reba                                           |
| 2003    | Indicado  | Young Artist Awards        | Melhor Dublagem                                                                   | Stanley                                        |
| 2007    | Indicado  | Screen Actors Guild Awards | Performance Marcante em Conjunto em Série de Comédia                              | Desperate Housewives                           |
| 2007    | Indicado  | Prism Awards               | Performance em Série de Comédia                                                   | Desperate Housewives                           |
| 2008    | Indicado  | Screen Actors Guild Awards | Performance Marcante em Conjunto em Série de Comédia                              | Desperate Housewives                           |
| 2009    | Indicado  | Screen Actors Guild Awards | Performance Marcante em Conjunto em Série de Comédia                              | Desperate Housewives                           |